# إنغرام مارشال
إنغرام مارشال (بالإنجليزية: Ingram Marshall)‏ هو معلم موسيقى وموسيقي وملحن أمريكي، ولد في 10 مايو 1942 في نيويورك في الولايات المتحدة.

## وصلات خارجية
- الموقع الرسمي
- إنغرام مارشال على موقع IMDb (الإنجليزية)
- إنغرام مارشال على موقع ميوزك برينز (الإنجليزية)
- إنغرام مارشال على موقع ديسكوغز (الإنجليزية)